# Pseudo-Nono
Pseudo-Nono (em latim: Pseudo-Nonnus), também chamado Nono Abas (em latim: Nonnus Abbas) ou Nono, o Abade, foi um comentarista do século VI sobre Gregório de Nazianzo. Seus Comentários consistem em escólios explicando o significado das muitas alusões de Gregório à mitologia grega. Foi escrito em grego e traduzido para siríaco, armênio e georgiano. O texto completo mais antigo é a tradução siríaca de Paulo de Edessa de 623 ou 624. Há manuscritos ilustrados dos Comentários.